# Синт-Никлас
Синт-Ни́клас (нидерл. Sint-Niklaas, фр. Saint-Nicolas) — город в бельгийской провинции Восточная Фландрия. На 1 января 2017 года Синт-Никлас насчитывал более 76.000 жителей и являлся девятнадцатым по численности населения городом Бельгии. Город также известен своей рыночной площадью, самой большой в Бельгии (3,19 га).

## История

### Возникновение поселения
Несмотря на то, что на территории сегодняшнего Синт-Никласа были найдены следы человеческой активности, восходящей к периоду до римского завоевания, региональным центром при римлянах был расположенный неподалёку Васмюнстер, возможно из-за более выходного расположения последнего на реке Дюрме, притоке Шельды. История Синт-Никласа начинается только в 1217 году, когда епископ Турне по совету местного духовенства основал церковь, посвящённую святому Николаю Мирликийскому. До середины шестнадцатого века новый приход находился в подчинении епископства в Турне. С точки зрения политической структуры региона, он принадлежал графству Фландрия, богатство которого и привело к быстрому экономическому росту города. В 1241 году Синт-Никлас становится административным центром региона, а в 1248 году Маргарита II даровала городу земли к западу от церкви Святого Николая, с условием, что эти земли никогда не будут разделены или застроены. Условиями этой дарственной и объясняются размеры рыночной площади Синт-Никласа.

### XIV—XVII век
Поскольку у Синт-Никласа никогда не было городских стен, он всегда был лёгкой добычей для завоевателей. Так, в 1381 году в городе полыхали пожары и разбойничали мародёры. С другой стороны, расположение города на Шельде, между Гентом и Антверпеном гарантировало быстрое восстановление города. В 1513 году император Максимилиан I даровал Синт-Никласу права города, позволившие организовывать еженедельный рынок. Около 1580 года иконоборцы нанесли значительный ущерб церкви.
XVII век считается периодом экономического расцвета, которым Синт-Никлас был в первую очередь обязан льну и шерсти. Именно в это время возводится множество административных зданий и основываются три монастыря (ораторианцев, францисканцев и сестёр-алексианок). 25 мая 1690 в Синт-Никласе снова бушевал пожар, уничтоживший не менее 565 домов.

### XVIII—XXI век
С появлением в 1764 году первой в городе ткацкой фабрики, в Синт-Никласе начался процесс индустриализации, превративший его к 1830 году во второй по значимости промышленности восточно-фламандский город (после Гента). В 1803 году Наполеон посетил Синт-Никлас, а годом позднее на основании численности населения (около 11000) он дал Синт-Никласу статус города. В XIX веке текстильная промышленность начала приходить в упадок, однако город получил новый импульс к развитию, когда в 1850 году туда пришла железная дорога. В это время в городе возводятся ратуша и посвящённая деве Марии церковь. После второй мировой войны текстильная промышленность снова оказалась в глубоком кризисе и сегодня она почти совсем исчезла. Исторический центр города представляет собой сегодня торговый и коммерческий квартал.

## Достопримечательности
- Церковь святого Николая, основанная в XIII веке и давшая городу название. В ходе иконоборческого восстания (около 1580) интерьер церкви серьёзно пострадал. Сегодняшний интерьер относится к периоду барокко.
- Рыночная площадь, самая большая в Бельгии.
- Мариинская церковь

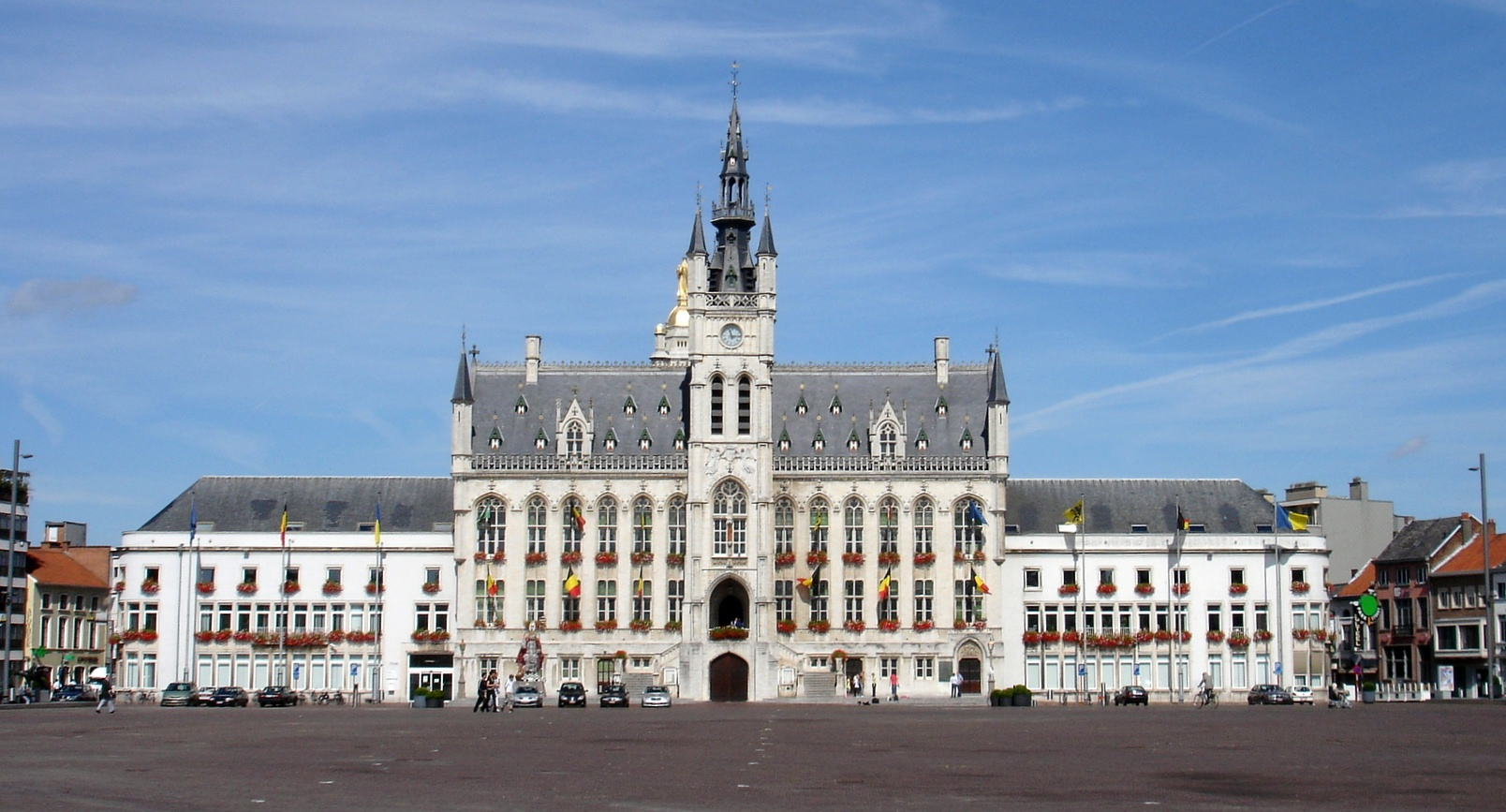
Ратуша
- Посвящённый истории картографии музей Меркатора
- Дома в стиле ар-нуво

- Ратуша

## Города-побратимы
- Великобритания, Эбингдон
- Франция, Кольмар
- Беларусь, Брест
- Нидерланды, Горинхем
- Италия, Лукка
- Германия, Шонгау
- Чехия, Табор

## Уроженцы Синт-Никласа
- Боб Бенни (1926), эстрадный певец
- Том Лануа (1958), писатель, поэт, эссеист, драматург
- Энн Воутерс (1980), баскетболистка
- Ян Вертонген (1987), футболист
- Томас Де Гент (1986), велогонщик